# Biza’a
Biza’a (arab. بزاعة) – miasto w Syrii, w muhafazie Aleppo. W 2004 roku liczyło 12 718 mieszkańców.